# Lukas Meijer
Lukas Meijer (ur. 21 sierpnia 1988 w Ulricehamn) – szwedzki muzyk, gitarzysta, piosenkarz, autor piosenek i fotograf, wokalista rockowego zespołu No Sleep for Lucy. Reprezentant Polski (z Gromee’em) w 63. Konkursie Piosenki Eurowizji (2018).

## Życiorys

### Rodzina i edukacja
Urodził się i dorastał w Ulricehamnie ze starszym o cztery lata bratem Sebastianem, który został zawodowym hokeistą. Ukończył szkołę średnią w Tingsholmie i studiował na Uniwersytecie w Uppsali. W młodości uprawiał hokeja na lodzie.

### Kariera zawodowa

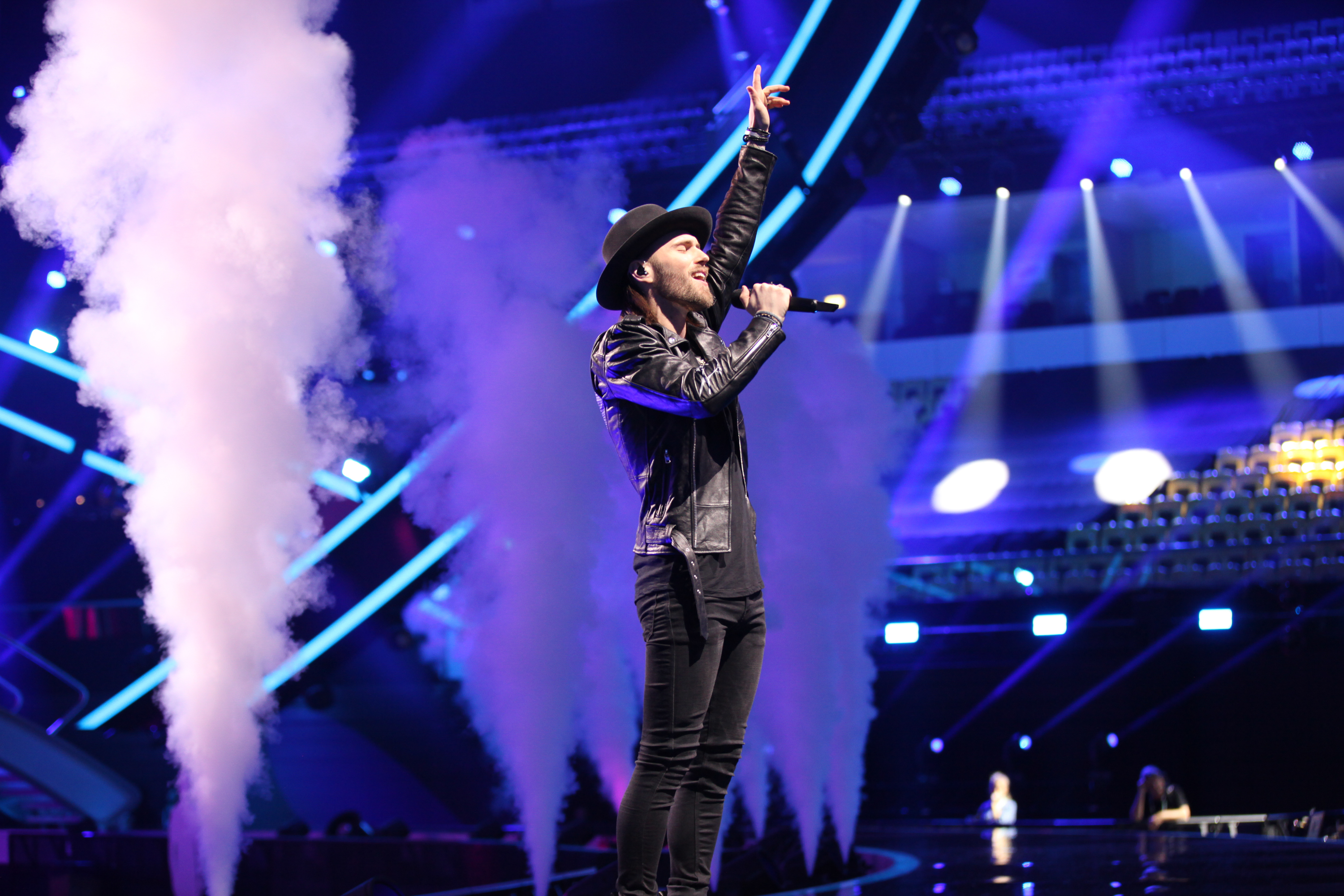
Meijer podczas 63. Konkursu Piosenki Eurowizji (2018)

Od 2013 jest wokalistą zespołu rockowego No Sleep for Lucy, z którym w 2018 wydał album studyjny pt. Until the End.
W 2017 nawiązał współpracę z polskim producentem muzycznym Gromee’em, z którym nagrał singiel „Without You”. W maju 2018, reprezentując Polskę z utworem „Light Me Up”, zajęli 14. miejsce w półfinale 63. Konkursu Piosenki Eurowizji w Lizbonie.
Pracuje jako nauczyciel w Zespole Szkół w Blackebergu.

## Dyskografia
Albumy studyjne
- Until the End (2018; z zespołem No Sleep for Lucy)